# Robert Mueller
Robert Swan Mueller III (New York, 7 agosto 1944) è un avvocato e dirigente pubblico statunitense, direttore del Federal Bureau of Investigation (FBI) dal 2001 al 2013.

## Biografia
Nato a Manhattan nel 1944 da una famiglia benestante, Robert Swan Mueller III fu allevato a Princeton, New Jersey. Fu mandato all'esclusiva  St Paul's boarding school nel New Hampshire, dove i suoi solidi valori morali "furono subito notati dai suoi compagni".
Membro del Partito Repubblicano, è stato nominato al FBI dal Presidente George W. Bush per un mandato di dieci anni, esteso per altri due anni dal suo successore Barack Obama.
Nel 2017 è stato nominato dal Dipartimento di Giustizia procuratore speciale per le indagini sul Russiagate.
Il 16 febbraio 2018, il Dipartimento di Giustizia ed il procuratore speciale Mueller pubblicano il documento di imputazione contro 13 russi e tre organizzazioni che hanno avuto un ruolo secondo l'accusa nell'indagine Russiagate; le conclusioni del rapporto finale sono poi state rese note il 24 marzo 2019.